# 44 Korpus Armijny (Imperium Rosyjskie)
44 Korpus Armijny (ros. 44-й армейский корпус) – jeden ze związków operacyjno-taktycznych  Imperium Rosyjskiego w czasie I wojny światowej. Rozformowany na początku 1918 r. 

## Podporządkowanie
- 10 Armii (5.12.1915 – 1.12.1916)
- 4 Armii (1.02.1916 – 1.03.1917)
- 7 Armii (od 18.04.1917)
- Armii Specjalnej (16.05 – grudzień 1917)

## Dowódcy Korpusu
- gen. lejtnant N. A. Brzozowskij (czerwiec 1916 – kwiecień 1917)
- gen. lejtnant P. M. Wołkoboj (od kwietnia 1917)